# Suécia nos Jogos Olímpicos de Inverno de 2002
A Suécia participou dos Jogos Olímpicos de Inverno de 2002 em Salt Lake City, nos Estados Unidos. O país estreou nos Jogos em 1924 e em Salt Lake City fez sua 19ª apresentação.

## Medalhas
| Atleta | Esporte | Evento                            | Medalha |
| --- | --- | --------------------------------- | ------- |
| Anja Pärson | Esqui alpino | Super-G feminino                  | Prata   |
| Richard Richardsson | Snowboard | Slalom gigante paralelo masculino | Prata   |
| Anja Pärson | Esqui alpino | Slalom feminino                   | Bronze  |
| Magdalena Forsberg | Biatlo | 7,5km sprint feminino             | Bronze  |
| Magdalena Forsberg | Biatlo | 15km feminino                     | Bronze  |
| Per Elofsson | Esqui cross-country | 10km perseguição masculino        | Bronze  |
| \| Annica Åhlén Joa Elfsberg Josefin Pettersson Lotta Almblad Erika Holst Maria Rooth Anna Andersson Nanna Jansson Danijela Rundqvist Gunilla Andersson Maria Larsson Evelina Samuelsson \| Emelie Berggren Ylva Lindberg Therese Sjölander Kristina Bergstrand Ulrica Lindström Anna Vikman Ann-Louise Edstrand Kim Martin \| | Hóquei no gelo | Masculino                         | Bronze  |
| Annica Åhlén Joa Elfsberg Josefin Pettersson Lotta Almblad Erika Holst Maria Rooth Anna Andersson Nanna Jansson Danijela Rundqvist Gunilla Andersson Maria Larsson Evelina Samuelsson | Emelie Berggren Ylva Lindberg Therese Sjölander Kristina Bergstrand Ulrica Lindström Anna Vikman Ann-Louise Edstrand Kim Martin |                                   |         |